# Mavro Gala
Mavro Gala (grekiska Μαύρο γάλα) är en grekisk film från 1999.

## Rollista (i urval)
- Mirto Alikaki
- Constantine Giannaris
- Kostas Gousgounis
- Renos Haralambidis
- Christos Homenidis
- Despina Kourti
- Ioulia Lefevr
- Michail Marmarinos
- Anna Mascha
- Ieroklis Michaelidis
- Themis Panou
- Katerina Papoutsaki
- Nikos Potsolakis
- Nikos Psarras
- Blaine Reininger
- Maria Sideri
- Apostolos Souglakos
- Takis Spiridakis
- Christos Stergioglou
- Panagiotis Thanassoulis
- Michele Valley
- Stephanie Vlahos
- Maria Voudouri
- Elina Vrahnou
- Argyris Xafis